# Zoe Bartel
Zoe Bartel (3 de octubre de 2000) es una deportista estadounidense que compite en natación. Ganó tres medallas en el Campeonato Mundial Junior de Natación de 2017, oro en 200 m braza, plata en 4 × 100 m estilos y bronce en 100 m braza.